# Olli-Pekka Karjalainen
Olli-Pekka Karjalainen (Töysä, 7 marzo 1980) è un martellista finlandese.

## Biografia
Karjalainen è stato un atleta di alto livello fin dalle categorie giovanili, tanto da detenere ancora nel 2009 il record mondiale juniores con 78,33 m. Nel 1998 vinse i Campionati mondiali juniores ad Annecy e nel 1999 i Campionati europei juniores a Riga; ha inoltre vinto i Campionati europei 2006 di Göteborg.
A livello nazionale ha dominato la specialità, avendo conquistato 9 titoli nazionali consecutivi tra il 1998 ed il 2007.

## Palmarès
| Anno | Manifestazione    | Sede              | Evento              | Risultato | Misura  | Note                                     |
| ---- | ----------------- | ----------------- | ------------------- | --------- | ------- | ---------------------------------------- |
| 1997 | Europei juniores  | Lubiana           | Lancio del martello | Bronzo    | 69,84 m |                                          |
| 1998 | Mondiali juniores | Annecy            | Lancio del martello | Oro       | 72,40 m |                                          |
| 1999 | Europei juniores  | Riga              | Lancio del martello | Oro       | 75,80 m |                                          |
| 1999 | Mondiali          | Siviglia          | Lancio del martello | 11º       | 75,59 m |                                          |
| 2000 | Olimpiadi         | Sydney            | Lancio del martello | 34º       | 69,64 m |                                          |
| 2001 | Europei under 23  | Amsterdam         | Lancio del martello | Argento   | 80,54 m |                                          |
| 2001 | Mondiali          | Edmonton          | Lancio del martello | 10º       | 76,76 m |                                          |
| 2002 | Europei           | Monaco di Baviera | Lancio del martello | 8º        | 78,57 m |                                          |
| 2003 | Mondiali          | Parigi            | Lancio del martello | 14º       | 76,20 m |                                          |
| 2004 | Olimpiadi         | Atene             | Lancio del martello | 15º       | 76,11 m |                                          |
| 2005 | Mondiali          | Helsinki          | Lancio del martello | 4º        | 78,77 m |                                          |
| 2006 | Europei           | Göteborg          | Lancio del martello | Oro       | 80,84 m |                                          |
| 2007 | Mondiali          | Ōsaka             | Lancio del martello | 9º        | 78,35 m | Miglior prestazione personale stagionale |
| 2008 | Olimpiadi         | Pechino           | Lancio del martello | 6º        | 79,59 m |                                          |
| 2009 | Mondiali          | Berlino           | Lancio del martello | 16º (q)   | 74,09 m |                                          |
| 2010 | Europei           | Barcellona        | Lancio del martello | 10º       | 73,70 m |                                          |
| 2011 | Mondiali          | Taegu             | Lancio del martello | 9º        | 76,60 m | Miglior prestazione personale stagionale |
| 2012 | Europei           | Helsinki          | Lancio del martello | 10º       | 73,48 m |                                          |